# David Greenglass
David Greenglass, né le 2 mars 1922 à New York et mort le 1er juillet 2014 dans la même ville, est un agent des services soviétiques impliqué dans l'affaire Rosenberg.
Il est recruté par sa femme, Ruth, à l'instigation de sa sœur, Ethel, et de son beau-frère, Julius Rosenberg, dont il partageait l'intérêt pour le communisme. Les Rosenberg seront exécutés en 1953 après avoir été jugés pour trahison et espionnage sur des preuves qui font aujourd'hui encore controverse dans certains milieux et dans un contexte de chasse aux communistes.

## Biographie

### Jeunesse
Né le 2 mars 1922 dans le Lower East Side de Manhattan (New York), David Greenglass est le fils de Barnet et Tessie Greenglass, deux immigrants juifs originaires de Russie et d'Autriche déjà parents d'une fille, Ethel, née en 1915. Il fréquente la Haaren High School dont il sort diplômé en 1940 avant d'entrer au Brooklyn Polytechnic Institute.
Ethel rejoint la Ligue des jeunes communistes où elle rencontre en 1936 Julius Rosenberg qu'elle épouse trois ans plus tard. David épouse quant à lui Ruth Printz en 1942, alors qu'elle n'a que 17 ans et les jeunes époux rejoignent à leur tour la Ligue des jeunes communistes juste avant que David ne rentre dans l'U.S. Army en 1943.

### Recrutement
Ayant le poste de technicien à la base de Jackson, dans le Mississippi, David Greenglass est promu sergent et assigné au Projet Manhattan, un projet secret visant à développer les premières armes atomiques. Il est d'abord affecté à l'usine d'enrichissement de l'uranium à Oak Ridge, dans le Tennessee, et travaille plus tard au laboratoire de Los Alamos. Il raconte avoir dormi durant le premier test de la bombe atomique et fabriqué des diamants artificiels au laboratoire[réf. nécessaire].
Julius Rosenberg, qui a entre-temps été recruté par Alexandre Feklissov, un espion en poste au consulat soviétique de New York, apprend à Ruth que le Projet Manhattan cherchait à produire la première bombe atomique et lui demande de convaincre son mari de transmettre des informations à l'URSS, ce qu'il fait de novembre 1944 jusqu'à ce qu'il quitte l'armée en 1946 et ouvre avec son frère Bernie et Julius un petit commerce de machines à Manhattan, G & R Engineering. Selon le projet Venona, qui intercepte des communications décryptées par la NSA à partir de 1944, David et sa femme Ruth utilisent les noms de code respectifs « KALIBR » (« calibre ») et « OSA » (« guêpe »).

### Arrestation
En 1950, les services secrets britanniques et américains découvrent qu'un ancien physicien de Los Alamos, Klaus Fuchs, avait également été recruté par Feklissov durant la guerre. Arrêté en Grande-Bretagne où il dirigeait le centre de recherches atomiques de Harwell après avoir été naturalisé en 1942, il confesse qu'un de ses contacts américains était un homme originaire de Brooklyn, appelé Harry Gold. Gold passait ensuite les informations transmises par Fuchs à un agent soviétique, Anatoli Yakovlev, qui les transmettait ensuite à ses officiers traitants en URSS. À travers Gold, l'enquête du FBI mène aux Greenglass et aux Rosenberg, qui avaient également utilisé Gold comme courrier. Ayant appris l'arrestation de Fuchs, Julius donne aux Greenglass 5 000 $ pour financer une fuite à Mexico. À la place, le couple part dans les Catskill et utilise l'argent pour se procurer des conseils juridiques.
David Greenglass est arrêté par le FBI pour espionnage le 15 juin 1950 et il implique rapidement les Rosenberg. Il nie explicitement que sa sœur Ethel ait été impliquée dans son témoignage de février précédent mais, en août, il change de version pour affirmer que c'est Ethel qui avait tapé les notes qu'il avait prises. Il témoigne encore contre sa sœur et son mari devant le tribunal en 1951, en échange d'une immunité pour Ruth qui permet à cette dernière de rester chez elle afin de s'occuper de ses deux enfants. Bien qu'ayant participé au réseau d'espionnage, elle ne sera jamais arrêtée, inculpée ou poursuivie pour ces faits. David déclare à la Cour : « J'avais une sorte de culte des héros, dans le cas présent il s'agissait de Julius Rosenberg, et je ne voulais pas que mon héros échouât... »

### Témoignage de David Greenglass
Selon Rodosh et Milton, « David Greenglass nourrissait un profond ressentiment à l'égard des Rosenberg, peut-être plus profond qu'il ne le pensait lui-même. Mais quelle en était la cause ? S'agissait-il d'un parent vindicatif qui donnait à une affaire de famille des proportions gigantesques, comme le prétendit Bloch [avocat de la défense] dans sa déclaration préliminaire ? Ou bien Greenglass en voulait-il à Julius et à Ethel pour avoir trop facilement risqué sa vie, ainsi que les leurs, pour la cause à laquelle ils croyaient ? »
Dès le début du procès, « la CIA espérait que certaines informations que David avouait avoir livrées aux Russes comme les croquis des lentilles à implosion de type sphérique ou la description d'une série d'expériences sur la réduction du plutonium, ne seraient pas évoquées à l'audience » et avait peur que l'avocat de Rosenberg les fît parler sur ce point par simple vengeance. « À leur plus grande surprise c'est tout le contraire qui allait se passer. »
David Greenglass dessina (de mémoire) deux lentilles et Walter Koski, l'expert de l'accusation, fut appelé à la barre. « Il expliqua qu'à la fin de l'année 1944 et au début de l'année 1945, il avait transmis des plans de ces lentilles à implosion de type plat à l'atelier Theta de Los Alamos où travaillait David Greenglass. […] Koski garantissait l'exactitude des croquis de Greenglass. »
Cependant, « Si ces renseignements étaient réellement secrets en 1951, pourquoi aurait-on autorisé leur divulgation à l'audience ? Et à quoi pourrait servir de classer « secret » des informations livrées à une salle pleine de reporters et de spectateurs ? » Le juge Kaufman invita Bloch à présenter ses objections : « N'avez-vous rien à redire à cela ? - Non, rien. Je l'avais déjà lu dans les journaux avant que M. Saypol m'en parle », répondit Bloch. Consciemment ou non, Manny Bloch venait de reconnaître implicitement que ces renseignements étaient classés top secret en 1945 lorsque Greenglass les avait obtenus, mais aussi en 1951. Bloch ne put que faire reconnaître à Koski que Greenglass était un « mécanicien ordinaire » et que les croquis ne spécifiaient pas les dimensions de la lentille à implosion. (...) Personne n'avait osé demander en quoi des informations émanant d'un « simple mécanicien » pouvait intéresser les Russes, alors qu'ils étaient déjà en possession des rapports d'un collègue de Koski, Klaus Fuch.

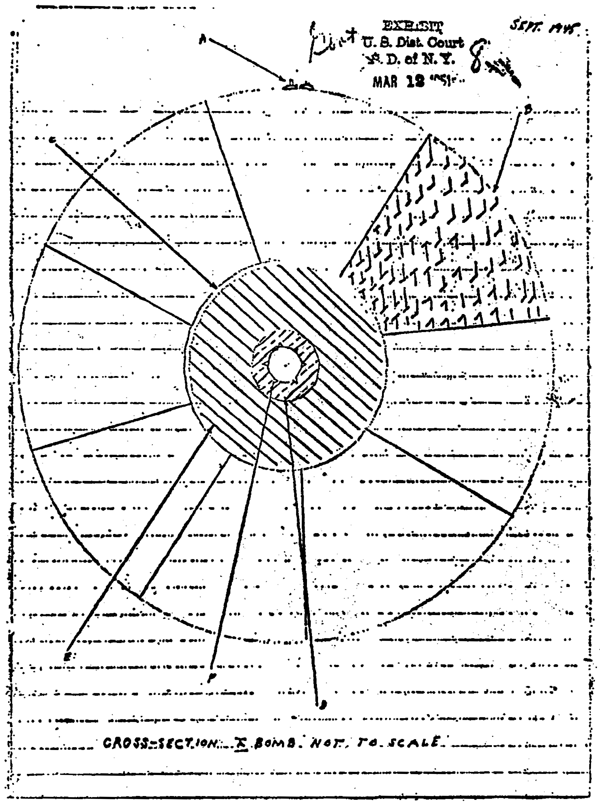
Un dessin de Greenglass d'une explosion atomique, illustrant ce qu'il est censé avoir donné aux Rosenberg pour qu'ils la transmettent à l'URSS.

Durant son témoignage en 1951, David Greenglass détailla les secrets qu'il avait transmis à l'URSS par Julius et Gold. Il décrivit son travail sur les lentilles d'implosion utilisées pour le test Trinity et la bombe utilisée sur Nagasaki, Fat Man. Au début, ce fut un problème pour l'accusation, qui voulait que Greenglass témoigne publiquement devant la Cour à propos des secrets qu'il avait donnés, quelque chose qui les rendrait par définition publics. La Commission de l'énergie atomique des États-Unis décida que le concept d'implosion pouvait être déclassifié pour le procès, et limita toutes les discussions aux armes utilisées pendant la Seconde Guerre mondiale, craignant que Greenglass n'ait vu des prototypes pour les armes futures pendant son séjour à Los Alamos.
Le résultat de ce mouvement imprévu de la défense, qui consistait à ce que tous les témoignages sur le prétendu « secret de la bombe atomique » soient saisis, fut que le juge fédéral Irving Kaufman fit d'abord quitter la salle à tous les spectateurs et aux journalistes quand Greenglass commença à témoigner à propos de ces secrets. Dix minutes plus tard, Kaufman permit aux journalistes de revenir, en leur demandant de rester discrets à propos de leurs reportages sur le témoignage de Greenglass. L'avocat de la défense Bloch fit un effort pour convaincre le jury que lui et ses clients étaient concernés par le danger de rupture de ce secret, relevant de la sécurité nationale. Le témoignage de David Greenglass, qui fut perçu plus tard par les scientifiques qui l'examinèrent comme étant grossier et « sans intérêt », demeura néanmoins secret jusqu'en 1966. Greenglass témoigna également que Rosenberg avait volé et transmis aux Russes une tête de missile et des informations peu fiables sur une prétendue plateforme spatiale, située entre la Terre et la Lune.
Durant le procès, Bloch déclara que Greenglass voulait se venger de l'échec de leurs affaires et tenta de discréditer à la fois son client et son témoignage (une tactique légale qui échoua auprès du jury). Greenglass fut condamné à quinze ans de prison, mais n'en fit que dix, et rejoignit sa femme après sa peine.

### Rétractation
Après sa remise en liberté en 1960, les Greenglass ont vécu à New York, sous un nom d'emprunt. En 1996, Greenglass revint sur son témoignage dans une interview avec le reporter du New York Times Sam Roberts, déclarant qu'il avait menti sous serment à propos de l'implication d'Ethel dans le complot, afin de protéger sa femme. Au procès, Greenglass avait témoigné qu'Ethel Rosenberg avait tapé ses notes, afin de les transmettre aux Russes, bien qu'il reconnaisse à présent que c'était Ruth qui avait fait ce travail. Greenglass expliqua qu'il avait une femme et deux enfants et qu'il se fichait pas mal de ce qu'il pouvait lui arriver, mais qu'il faisait extrêmement attention à eux. Quand Roberts demanda à Greenglass si, à présent, si c'était à refaire, il aurait fait les choses différemment, celui-ci répondit « Non ».
Certains anciens membres des services secrets soviétiques déclarèrent qu'ils étaient certains qu'Ethel n'était pas un membre actif du réseau de Julius, et que les dessins grossiers de Greenglass ne leur étaient pas d'une grande utilité, puisqu'ils avaient déjà accès aux informations de Fuchs, qui, elles, étaient d'une valeur bien plus importante, bien que ce point soit contesté par d'autres rapports de ces mêmes services et par les déclarations de Nikita Khrouchtchev. Aucune explication n'a encore été faite à propos de la raison pour laquelle les renseignements soviétiques ont, plus tard et secrètement, recommandé les Rosenberg pour une médaille soviétique pour des actes non relatifs à l'espionnage.